# Брајан Џоунс
Луис Брајан Хопкин Џоунс. (енгл. Lewis Brian Hopkin Jones; 28. фебруар 1942 — 3. јул 1969) је био оснивач и оригинални вођа бенда Ролинг Стонс
Џоунс је мулти-инструменталиста, главни инструменти су му били гитара, усна хармоника и клавијатуре. Његов иновативни начин коришћења традиционалних или народним инструмената, као што су ситар и маримба, био је саставни део променљивог звука бенда.
Иако је првобитно био вођа групе, али колеге из бенда Мик Џегер и Кит Ричардс су га убрзо у гурнуле у сенку, посебно након што су постали успешни тим текстописаца. Он је развио озбиљан проблем са дрогом током година и његова улога у бенду се стално умањује. Он је напустио бенд у јуну 1969. године и гитариста Мик Тејлор је заузео његово место у групи. Џоунс је умро за мање од месец дана касније, од последица дављења у базену у свом дому на Котчфорд фарми у Хартвилду, Источни Сасекс у 27 години.
Оригинални басиста Бил Вајман рекао о Џоунсу, "Он је формирао бенд. Он је изабрао чланове. Дао име бенду. Он је изабрао музику коју смо свирали. Налазио нам наступе. ... Био је врло утицајан, веома важан, а затим полако почео да се губи - високо интелигентан - и некако је протраћио и упропастио све то".

## Биографија

### Детињство и младост
Џоунс је рођен у породилишту у Челтнаму, Глостершир, 28. фебруара 1942. Напад крупа, када је имао четири године, га је оставио са астмом, која је трајала до краја његовог живота. Његови родитељи, Луис Блаунт Џоунс и Луиза Беатрис Џоунс (девојачко Симонс) су били пореклом из Велса. Брајан је имао две сестре: Памелу, који је рођена 3. октобра 1943. и која је умрла 14. октобра 1945. од леукемије; и Барбара, рођена 22. августа 1946.
Обоје Џоунсових родитеља су били заинтересовани за музику: Његова мајка Луиза је била професорка клавира, и поред свог посла као ваздухопловни инжењер, а Луис Џоунс је свирао клавир и оргуље и водио хор у локалној цркви.
Џоунс је 1957. први пут чуо Кенонбол Едерлијеву музику, која је инспирисала његово интересовање за џез. Џоунс је убедио родитеље да му купе саксофон, а две године касније његови родитељи су му дали прву акустичну гитару као поклон за 17. рођендан.
Брајан је ишао у локалне школе, укључујући и Дин Клосе школу, од септембра 1949. до јула 1953. године и Челтнамску мушку филолошку гимназију, у коју је примљен септембра 1953, након проласка "Једанаест-плус" испита. Он је уживао бадминтону и роњењу у школи и био је први кларинет у школском оркестру. 1957. он је добило седам пропуснице О-нивоа, а затим је наставио у шесту форму и добио још два О-нивоа. Он је узео три А-нива за физику, хемију и биологију и положио физику и хемију, али није успео биологију. Брајан је имао коефицијент интелигенције од 135 и био је у стању да добро полаже испите, упркос недостатку академског труда. Међутим, школу је сматра крутом и није воле да се повинује. Не воли школске униформе и љутио је наставнике својим понашањем, иако је био популаран код другова. Џоунс је рекао:"Када сам прошао шесту форму нашао сам се прихваћеним од стране старијих дечака; одједном сам био њихов"